# Esfinx de les lletereses
L'esfinx de les lletereses (Hyles euphorbiae) és una espècie de lepidòpter ditrisi de la família dels esfíngids (Sphingidae) que es troba als Països Catalans. És molt similar a Hyles tithymali, però té una distribució més septentrional, essent força comú.

## Nom comú
Hyles euphorbiae rep diversos noms comuns en català: esfinx de les lletereses, pedraferit de les lletereses, borinot polit, borinot verd.

## Distribució
Hyles euphorbiae té una àmplia distribució geogràfica, trobant-se des de Portugal fins a la Xina. Aquesta espècie es troba a la part continental dels Països Catalans, tot i que sovint a les zones costaneres coincideix amb Hyles tithymali, sobretot al sud del País Valencià.
A Menorca ha estat descrita la subespècie H. e. balearica.

## Descripció
Té un cos fort i pelut, amb tons suaus ocres i marrons. L'envergadura és de 70-85 mm. Vola ràpid i té una espiritrompa molt llarga, com la majoria dels esfíngids. .
Les seves ales anteriors tenen una estria nebulosa en ziga-zaga de color ocre clar sobre un fons més fosc. Les ales posteriors tenen una banda rosa o vermell clar sobre fons negre que contrasta amb els altres tons del cos. Aquests colors vius no es veuen quan es troba reposant.

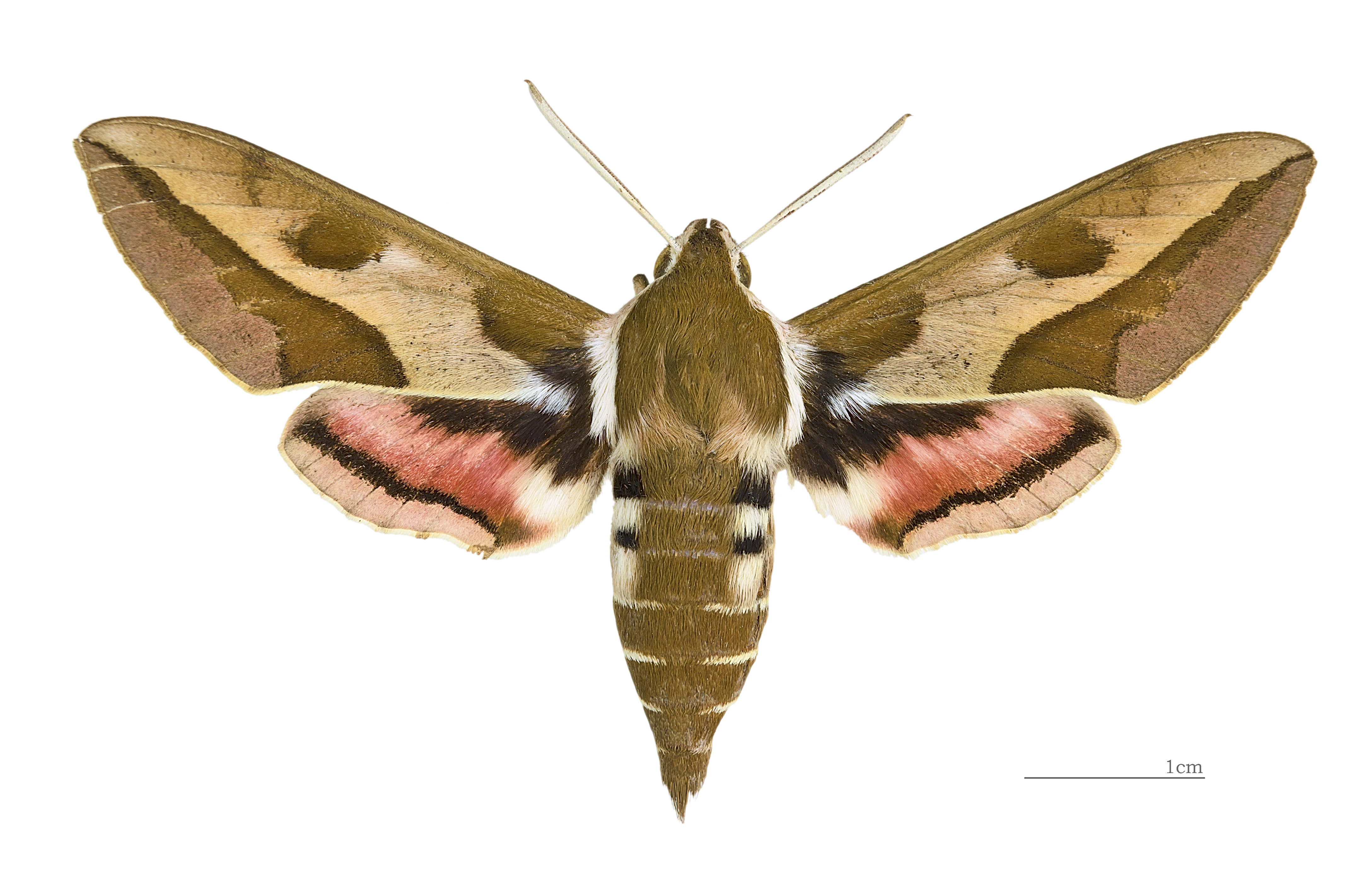
Hyles euphorbiae ♂
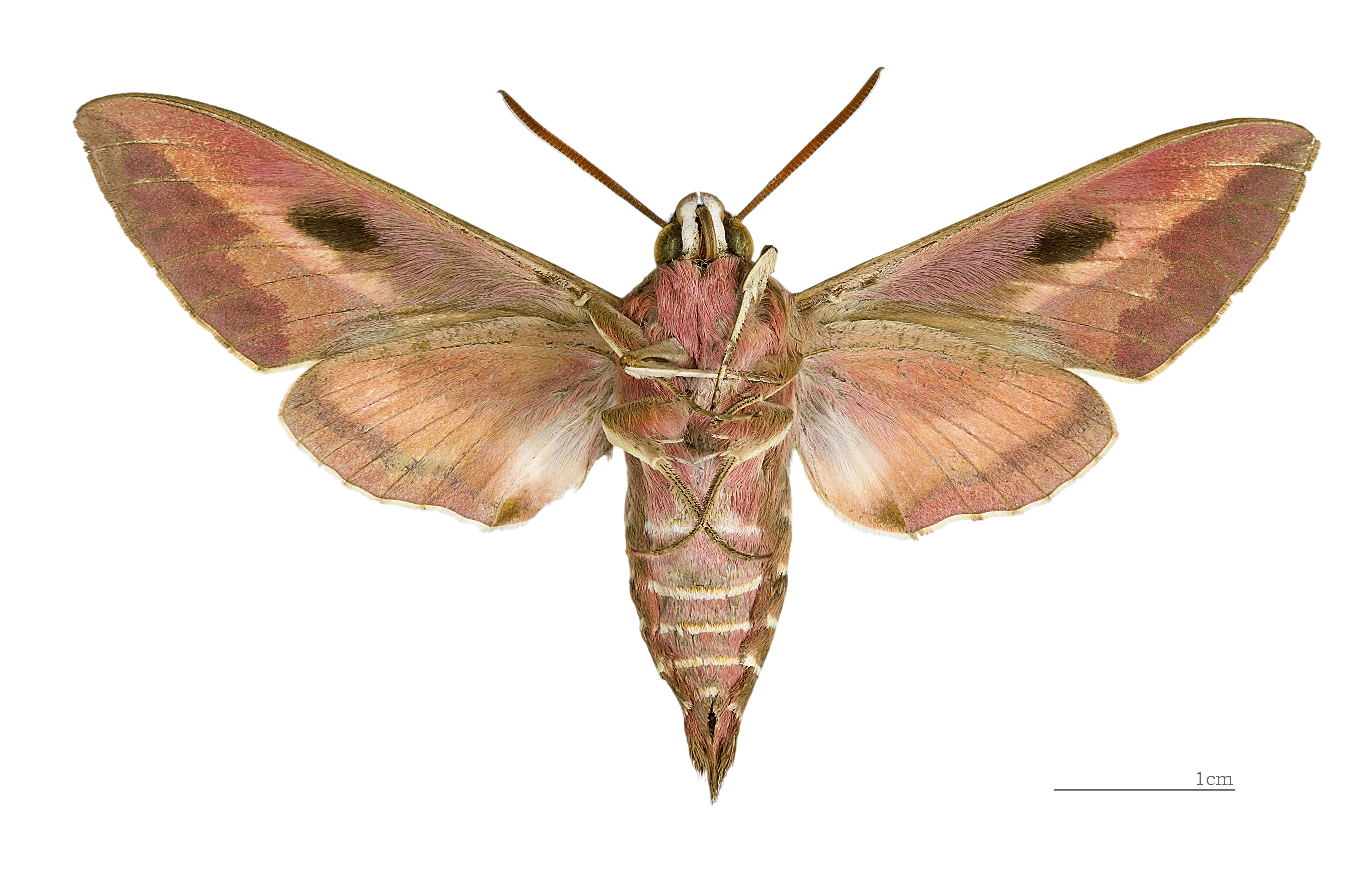
Hyles euphorbiae ♂△
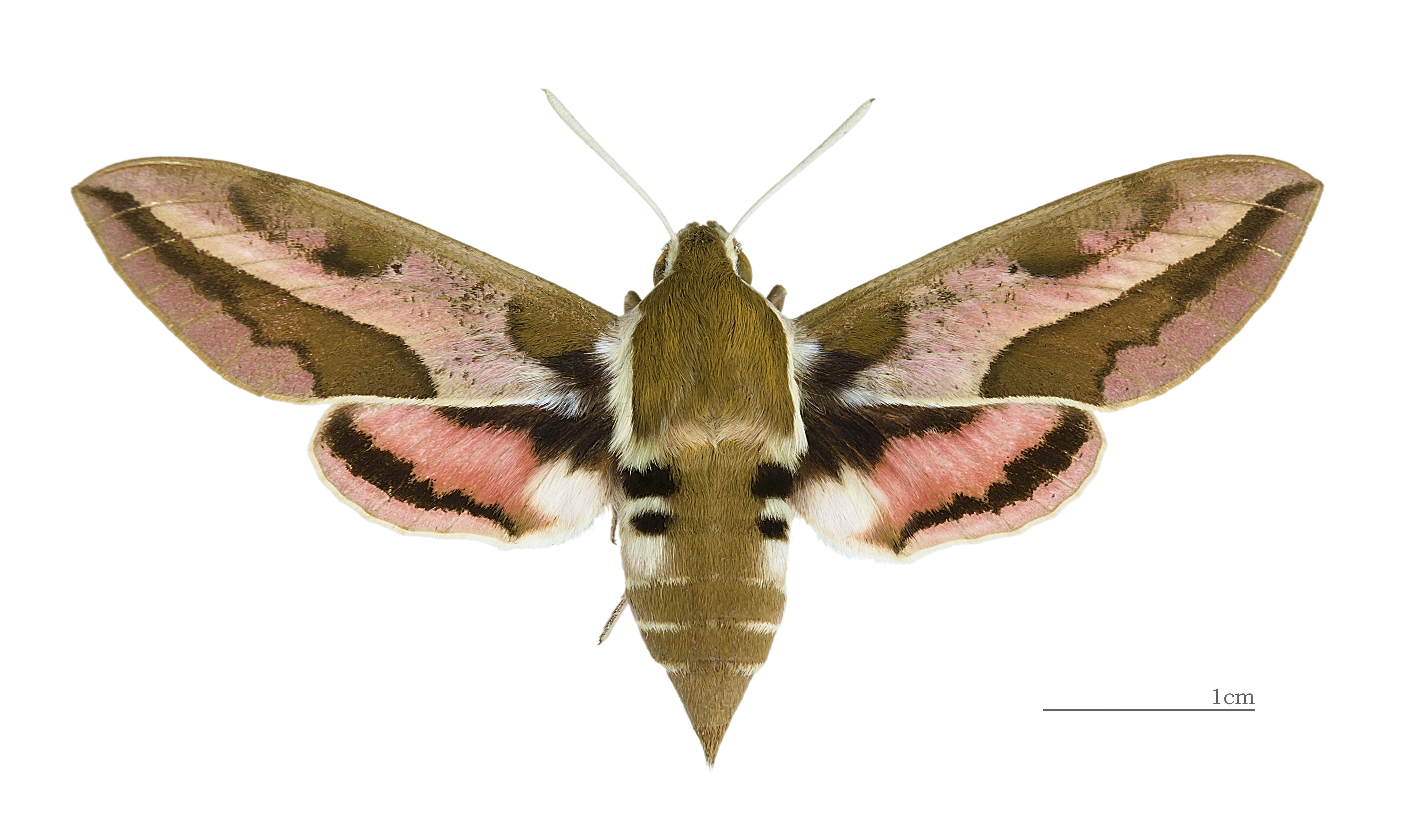
Hyles euphorbiae ♀
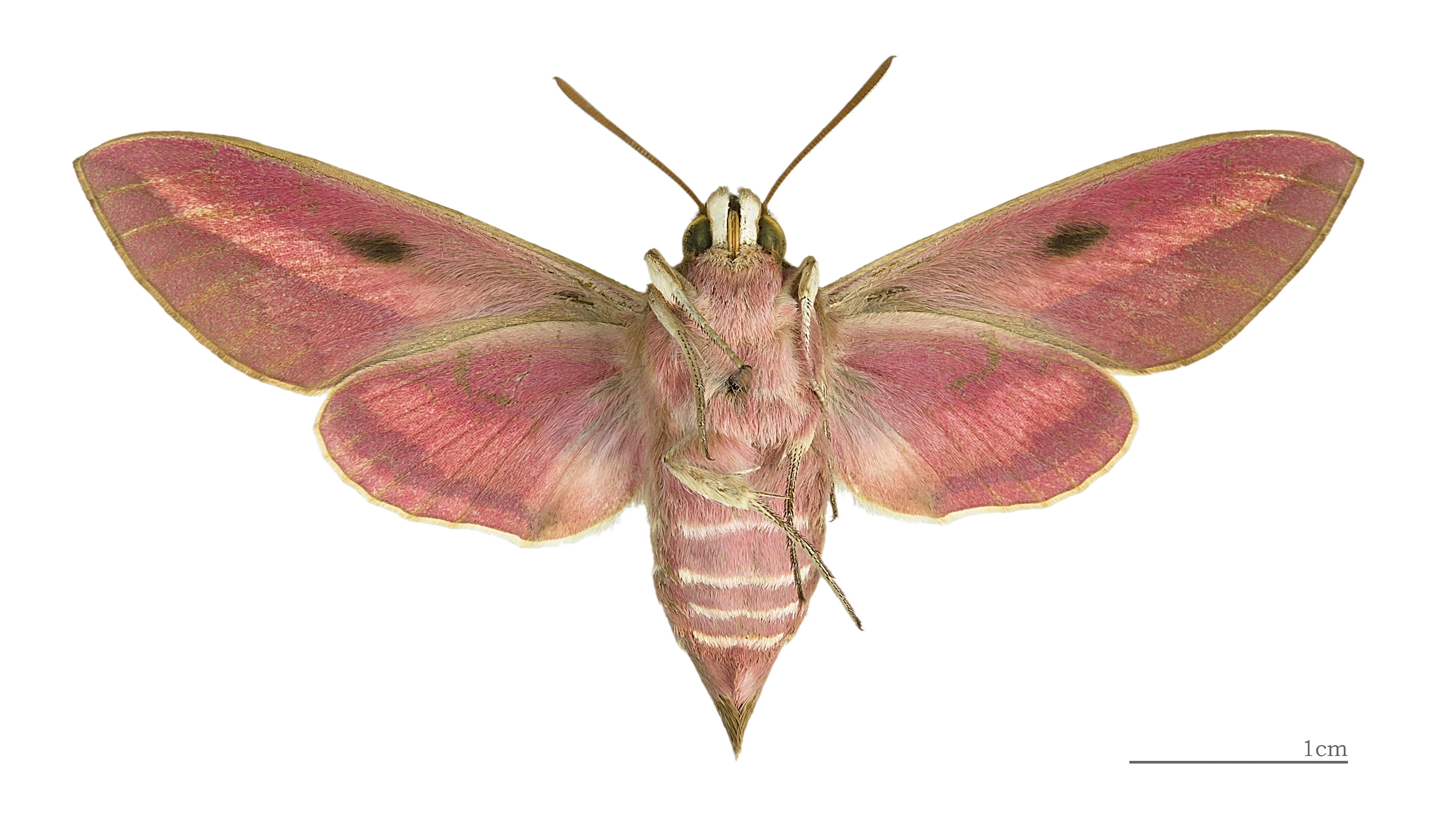
Hyles euphorbiae ♀△
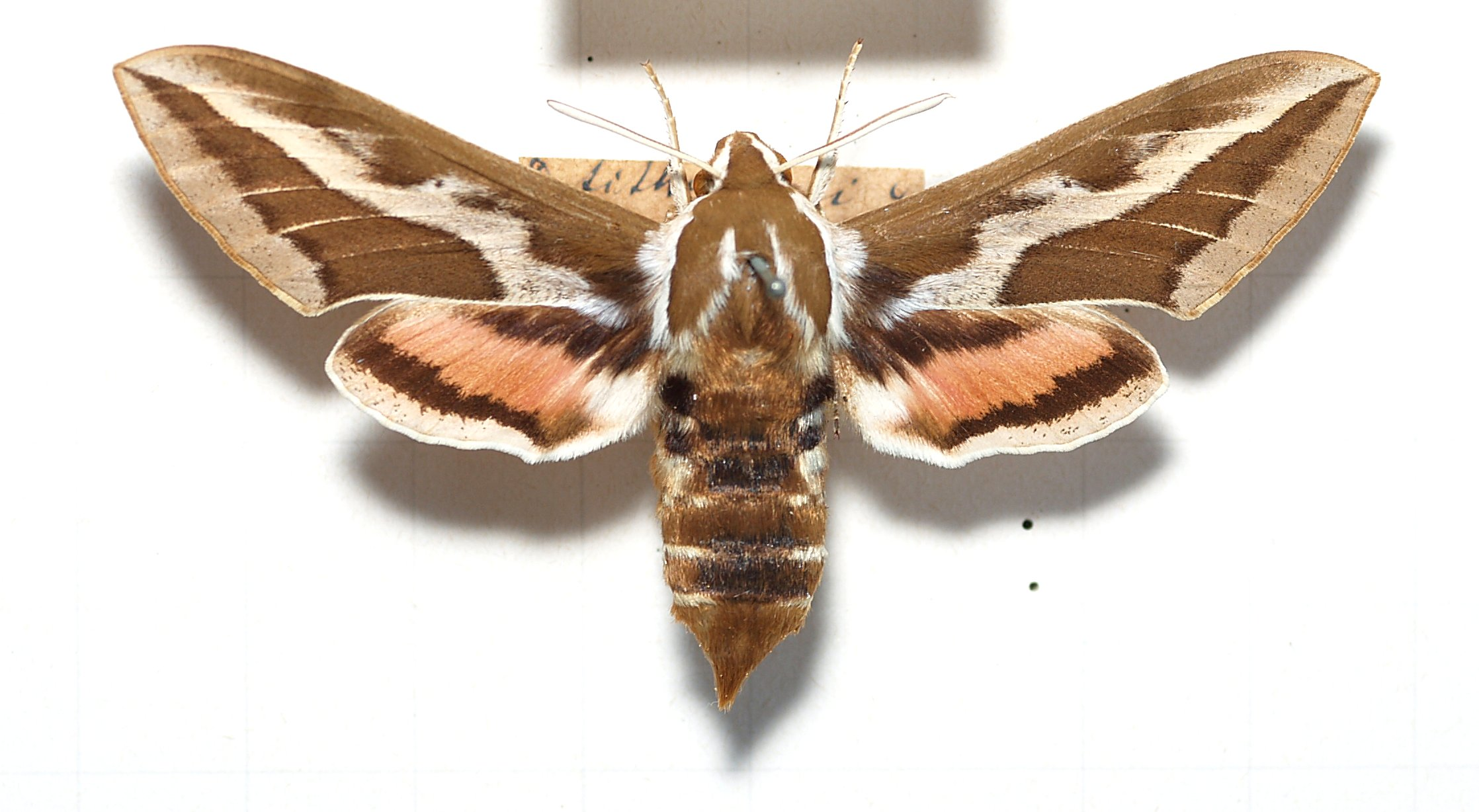
Hyles tithymali

## Costums

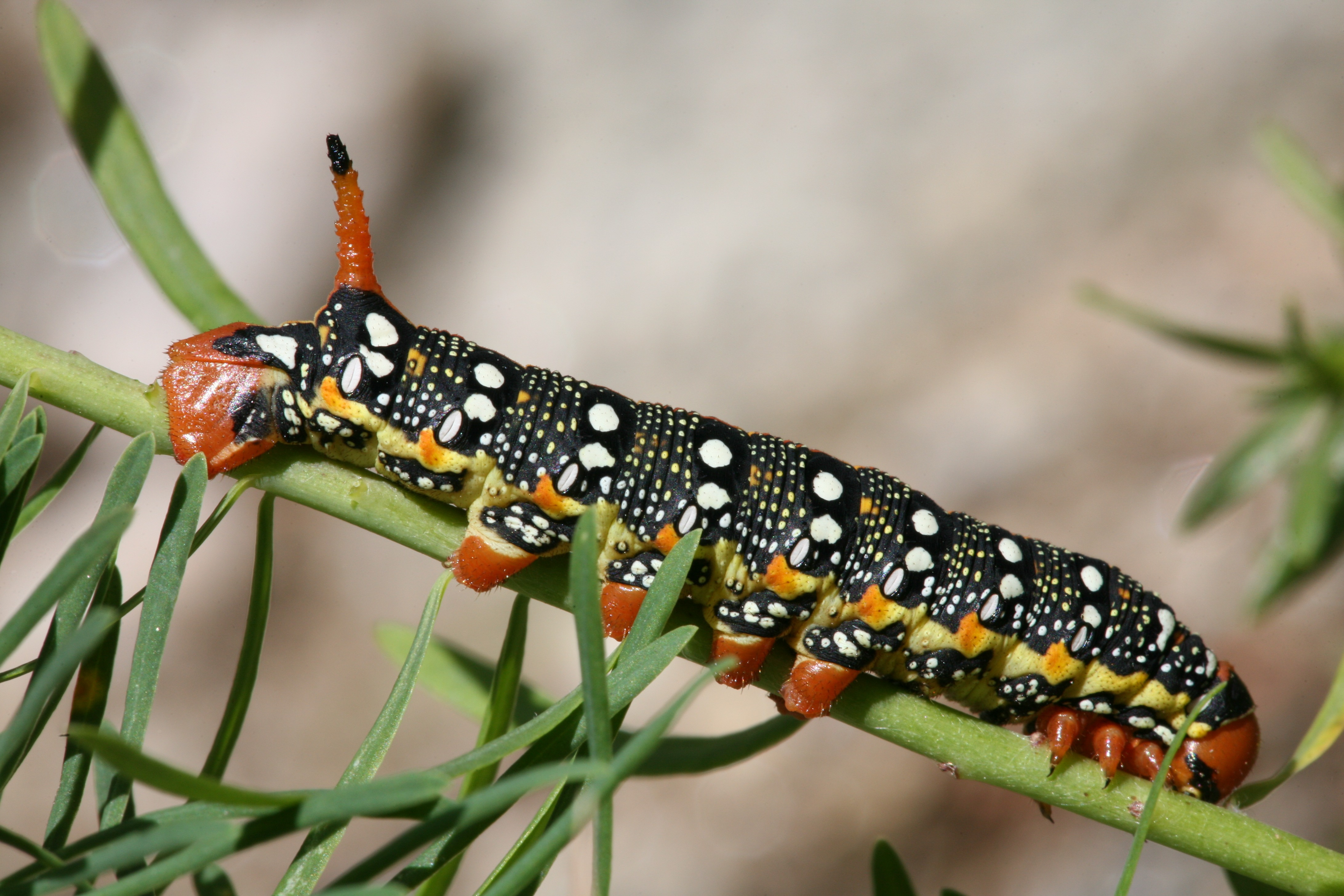
Eruga de Hyles euphorbiae

A la regió mediterrània Hyles euphorbiae apareix entre la primavera i finals de setembre en dues generacions. Els adults surten al vespre a xuclar el nèctar de les flors, però de vegades es veuen també de dia.
La femella pon els ous sota les fulles de les plantes d'eufòrbia. Els ous tenen una substància adhesiva que els fixa sota les fulles.
Les erugues totalment desenvolupades arriben a fer 7 cm de llarg. Tenen una coloració viva, de colors elegants, com vermell o taronja i negre, amb taquetes blanques. Les erugues són un agent de control biològic contra les males herbes, car prefereixen menjar les fulles i bràctees de les eufòrbies que es consideren males herbes i que creixen en erms i terrenys sorrencs, com ara Euphorbia esula. L'elevada toxicitat de les lletereses no les afecta.
La crisàlide és marró blanquinós amb un dibuix delicat en forma de xarxa. Es troba a poca profunditat sota la sorra.

## Espècies relacionades
- Hyles tithymali
- Hyles gallii
- Hyles livornica
- Hyles nicaea